# (303648) Mikszath
(303648) Mikszath  es un asteroide perteneciente al cinturón interior de asteroides, descubierto el 27 de mayo de 2005 por Krisztián Sárneczky desde la Estación Piszkéstető, en Hungría.

## Designación y nombre
Mikszath se designó inicialmente como 2005 KS8.
Más adelante fue nombrado en honor a Kálmán Mikszáth (1847-1910) quien fue un novelista y periodista húngaro, cuyas novelas contenían comentarios sociales, sátira y anécdotas humorísticas. Sus primeras historias se basaban en las vidas de campesinos y artesanos. Sus historias posteriores se volvieron cada vez más críticas con la aristocracia y la carga que suponía para la sociedad húngara.

## Características orbitales
Mikszath orbita a una distancia media del Sol de 1,895 ua, pudiendo acercarse hasta 1,798 ua y alejarse hasta 1,991 ua. Tiene una excentricidad de 0,051 y una inclinación orbital de 20,319° grados. Emplea en completar una órbita alrededor del Sol 952,47 días.
Pertenece a la familia de astroides de (434) Hungaria.

## Características físicas
Su magnitud absoluta es 17,63. 